# Encarna Sánchez
Encarnación Sánchez Jiménez (Carboneras, Almería, España, 19 de septiembre de 1935-Alcobendas, Madrid, España, 5 de abril de 1996) fue una periodista y comunicadora de radio y televisión. 
Fue una pionera en el medio radiofónico, siendo la primera mujer que dirigió en la década de los sesenta, programas no dirigidos al público femenino. Gozó de gran prestigio e influencia, especialmente durante la década de los 80 y los 90, convertida en toda una estrella de la radio. Por ello ganó tres Premios Ondas, un reconocimiento anual otorgado a programas y personalidades destacados en el mundo de la comunicación.

## Trayectoria profesional
Encarna Sánchez nació en Carboneras (Almería), en 1935, donde en 1985 se le dedicó una plaza a escasos metros de la playa. Su padre, un carabinero perteneciente al Partido Comunista, fue ejecutado el 9 de agosto de 1939, acusado de rebelión militar por no haberse sumado a las fuerzas nacionales. Era la menor de cinco hermanos.

### Comienzos
Su primera incursión como locutora fue realizando una sustitución en Radio Almería, comenzando así a colaborar con la emisora. Más tarde daría el salto a Radio Juventud de Almería y a Radio Juventud de Madrid. Las dificultades económicas que enfrenta apenas le permiten cursar estudios periodísticos. Desde un principio demuestra tener grandes posibilidades con su personal estilo.
Ya como profesional, trabajó en Radio España de Madrid, Radio Madrid y Radio Popular de San Sebastián. De vuelta en Madrid, en 1965 se incorpora a La Voz de Madrid donde  comenzó a ser una  conocida con programas como El Club de los oyentes y el que será su primer gran éxito: Esto es España, señores; un programa de promoción de la música española. En agosto de 1967 es contratada por Radio España de Madrid para poner en marcha el programa que inaugura las emisiones 24 horas en la radio española: CS y buen viaje. Emitido inicialmente entre las 2 y las 7 de la madrugada, el espacio se convierte en un fenómeno social en el que se relatan en directo los acontecimientos de la noche contados por sus protagonistas. Es un espacio de servicio público, de ayuda mutua y crítica social, en el que los oyentes marcan su línea argumental, para lo que tienen las líneas telefónicas y las puertas del estudio abiertas. El éxito se cifra en 2 millones de oyentes diarios. En 1968 recibió su primer Premio Ondas. Ese año le es concedido el Lazo de Dama de la Orden del Mérito Civil a petición ciudadana por la cobertura dada en su programa al asesinato en Madrid del taxista José Escobar.
En 1970 aceptó un contrato de Telesistema Mexicano en México, para hacer televisión y radio, trasladándose al país americano. En el país azteca dirige el espacio radiofónico Un corazón en el aire, siguiendo la estela de CS y buen viaje. En televisión presenta Misión cumplida y Aplauso. Su popularidad es tal que llega a protagonizar como actriz la obra de teatro Esta monja, no, por la que ganó un premio de interpretación. Después de recorrer varios países hispanoamericanos se afincó en Santo Domingo (República Dominicana), donde produjo y presentó el programa televisivo La noche del sábado. En la ABC estadounidense se especializó en la producción de programas. Regresó a España en un momento en el que el país hacía su transición a la democracia tras la muerte de Francisco Franco en 1975.

### Éxito en la radio
Durante el periodo 1978-1984 dirigió primero en Radio Miramar de Barcelona y después en la COPE el conocido Encarna de noche, éxito total de audiencia que le llevó a recibir un segundo Premio Ondas en 1981. El programa evolucionó la fórmula de CS y buen viaje, abriendo los micrófonos a los ciudadanos de la madrugada y creando un espacio de servicio público con cierto tono mesiánico. Debido a su éxito de audiencia, en 1982 comenzó a emitirse conjuntamente en Radio Miramar y Radio España de Madrid, y en 1983 trasladó su espacio a la cadena COPE. Encarna de noche inspiró una célebre parodia del dúo cómico Martes y Trece, emitida en el programa especial de Nochevieja ¡Viva 86!.
En octubre de 1984 pasó a ocupar la franja vespertina con Directamente Encarna, que dirigió y presentó de manera ininterrumpida hasta su muerte en 1996.
Entre noviembre de 1990 y febrero de 1991 alternó su programa de radio con un espacio de entrevistas para televisión en la cadena privada Antena 3. Y ahora, Encarna obtuvo una audiencia discreta y cosechó algunas críticas por la peculiar forma de la presentadora de enlazar la información con la publicidad. Si bien ella se defendió alegando que en aquel momento la cobertura de Antena 3 llegaba solamente a las ciudades más importantes del país.
Fue reconocida como una locutora influyente y poderosa en la radio de la época, al mismo nivel que Luis del Olmo, Iñaki Gabilondo y José María García y entrevistó a los principales líderes políticos y a grandes personalidades de la cultura. También protagonizó algunas polémicas con artistas y profesionales de la comunicación, que en muchos casos se dirimieron en los tribunales.
Encarna Sánchez falleció el 5 de abril de 1996 a la edad de 60 años. Fue incinerada al día siguiente en el Cementerio de La Almudena de Madrid. En los últimos años de su vida padeció una grave enfermedad que apenas hizo pública. Cuando empezó a faltar a su cita radiofónica a principios de 1996 fue sustituida por Esmeralda Marugán. El programa atraía a los patrocinadores incluso sin su presencia y en una última grabación dijo a sus oyentes que "el sonido de la radio ha sido para mí y, continuará siendo, el camino más corto para comprender el camino de la amistad y, sobre todo, el camino de la fidelidad... Pronto volveréis a sonreír. Pronto vendréis a mi encuentro. Pronto podré decir con toda la valentía del mundo: ¡Temblad, pedazo de sinvergüenzas!".
La periodista Mari Cruz Soriano ocupó después las tardes de la cadena, creó un consejo de redacción y modificó sustancialmente el sistema de trabajo.

## Premios Ondas
- 1968: Premio Local de radio a la mejor locutora (Radio España-Madrid).
- 1981: Premio Nacional de radio (Radio Miramar).
- 1993: Premio Nacional de radio (COPE).

## Otros datos
- En marzo de 2022 se dio a conocer que Warner Bros preparaba una serie de ficción para televisión sobre Encarna Sánchez, a partir del libro “Directamente Encarna Sánchez”.[12]